# Literatura českého národního obrození

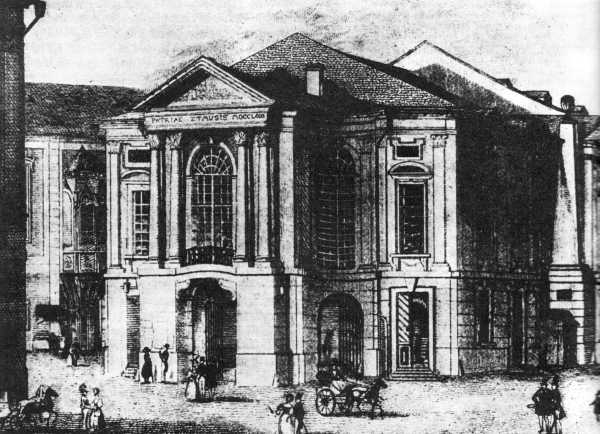
Nosticovo divadlo (dnešní Stavovské divadlo)

Literatura českého národního obrození je součástí procesů probíhajících od 2. poloviny 18. století (aktivně pak v 1. pol. 19. stol.), při němž se z etnických skupin v různých státech Evropy staly postupně národy. Svoji národní identitu si začali uvědomovat i Češi, kteří v době, kdy docházelo k pozitivním ale i negativním změnám, začali proces formování novodobého českého národa a jeho emancipace v rámci rakouské monarchie. Čeští buditelé si byli vědomi toho, že zavedením němčiny jako jediného jazyka na středních a vysokých školách bude mít neblahý vliv na další vývoj české inteligence a české vyšší třídy. Vůdčí silou národního hnutí byla česká inteligence (vědci, umělci, kněží, učitelé apod.) Dostalo se jim obrazného pojmenování národní buditelé. Motivaci pro svoji práci hledali v historii (František Palacký) ale i v jiných slovanských národech, hlavně v Rusku (František Ladislav Čelakovský, Pavel Josef Šafařík, Jan Kollár). Vzniká tzv. slavistika, nauka o slovanských národech a slovanské vzájemnosti.
Počáteční jazykový ráz představovaný Josefem Dobrovským a Josefem Jungmannem přerostl na konci do zformování politického programu austroslavismu Františka Palackého. V dobovém tisku ho prosazoval zejména Karel Havlíček Borovský.
Pro vývoj české vědy a techniky byla roku 1769 zřízena v českých zemích Soukromá učená společnost, která se o pět let později přeměnila v Královskou českou společnost nauk.
Vedle toho národní buditelé kladli důraz na zlepšení všeobecného vzdělání lidových vrstev. Prostředkem vedle škol jim bylo divadlo a vydávání knih. Proto je Václav Matěj Kramérius začal vydávat v pražské České expedici a položil tím základ novodobých českých vydavatelství. V úsilí o české divadlo se zasloužil Josef Kajetán Tyl, nejen coby organizátor, ale také jako dramatik a dramaturg Nosticova divadla (dnešního Stavovského divadla), prvního kamenného divadla v Čechách. Kromě něj vzniklo také další divadlo – Bouda, kde se uplatnili čeští umělci. Divadlo vzniklo v roce 1786 a o tři roky později zkrachovalo. Vývoj se pak dovršuje vznikem Sboru pro zřízení českého národního divadla v roce 1850.
V závěrečném období, zhruba od konce první třetiny 19. století, se na vytváření národního programu podílí i česká literatura. Originálními díly pokládají základy moderní české literatury František Ladislav Čelakovský, Karel Hynek Mácha, Božena Němcová a Karel Havlíček Borovský.

## 1. generace národních buditelů
Čeští obrozenci se v tomto období snažili pozvednout český jazyk na úroveň běžně používaného jazyka, tzn. že vytvářeli gramatická pravidla a snažili se dokázat, že češtinu lze používat jako každý jiný jazyk. Což vedlo k velkému zvýšení počtu překladů, které měly tuto rovnoprávnost dokázat. Překlady a tvorba gramatiky pak zabíraly našim spisovatelům většinu času, takže došlo k jakémusi potlačení vlastní tvorby. Jejich prvořadým cílem bylo zachránit češtinu.
Jejich názory byly ovlivněny faktem, že vzdělávat se bylo možné pouze v němčině, a faktem, že české země zdaleka nedosahovaly kulturní vyspělosti okolních zemí. To v nich vyvolávalo pocit nutnosti najít si nějakého spojence, jímž se stali Slované v čele s Ruskem. Jejich rusofilství bylo zcela nekritické, odmítali si připustit fakt, že ruská společnost byla zastaralá a režim, který tam vládl, byl považován za despotický. Buditelé dokonce zacházeli tak daleko, že navrhovali všeslovanský stát s centrem v Rusku, a to dokonce i s těmi důsledky, že by byla přijata ruština jako všeslovanský jazyk. Tyto panslovanské ideály byly v naší společnosti velmi populární a jejich autoři v ně skutečně věřili. 

Tento stav se pomalu začal měnit v r. 1830, kdy v Polsku došlo k listopadovému povstání, 1. generace národních buditelů bezvýhradně podporovala Rusy, ale nastupující tzv. 2. generace národních buditelů podpořila Poláky. Tím začala roztržka mezi těmito generacemi.
Dalším rysem této doby bylo považování všeho českého za krásné a dobré – ani špatná díla nebyla kritizována, a to pouze na základě toho, že byla česká.
Dalším výrazným jevem byl tzv. historismus, což znamenalo, že slavná historie je zárukou slavné budoucnosti. To vedlo k velké oblibě historických děl. Největší význam byl přisuzován Karlu IV. a husitství. V těchto etapách viděli nejen historickou epochu, ale především dobu, kdy Češi vládli Němcům, resp. s nimi úspěšně bojovali. To se promítlo i do jejich lingvistických názorů, proto v češtině zůstávala spousta archaismů. Tyto archaismy měly češtině pomoci k navázání na slavnou minulost, ve skutečnosti však brzdily její rozvoj. Dalším oblíbeným tématem bylo opěvování krásy Čech, českých dívek, české přírody apod.

Tento historicismus (resp. potřeba mít vlastním jazykem psanou literaturu) vedl k vytvoření Rukopisu zelenohorského a Rukopisu královédvorského. Tyto padělky z let 1817 a 1818 daly českému obrození nový impuls, vedly však i k dalšímu falšování staré literatury, objevilo se značné množství nových glos (především ve středověkých rukopisech). 

Jejich cílem bylo dokázat, že před českou středověkou poezií u nás existovala slovanská básnická tvorba. Tato snaha byla ovlivněna národním komplexem z okolních národů, které byly literárně činné před námi. Zcela jistě nerozhoduje, kdo s literaturou začal, ale tehdejší buditelé to za důležité považovali. Tyto rukopisy tak uspokojily národní touhu po velké národní poezii.
- Rukopis královédvorský – přinesl řadu epických, lyrických a lyrickoepických skladeb, které se vesměs hlásily ke 13. století.
- Rukopis zelenohorský – jeho hlavní část je báseň o Libušině soudu. Dle datování 11. stol.

O pravost těchto rukopisů se vedly spory od jejich objevení, ale teprve v 80. letech 19. stol. se došlo k závěru, že se jedná o falza, když jejich nepravost prokazoval Tomáš Garrigue Masaryk. Veřejnost fakta o nepravosti rukopisů nechtěla delší dobu přijmout a Masaryk byl považován za nepřítele Čechů. Za autory těchto padělků jsou považováni Václav Hanka a Josef Linda.
Tato generace spisovatelů byla zcela apolitická, to bylo způsobeno obavou z policejní represe, protože v této době nebyl žádný problém ve vedení jazykových a kulturních snah, ale politické snahy vedly k odporu státních orgánů.
- někdy sem bývá řazen i Josef Dobrovský
- Josef Jungmann
- Antonín Marek
- Milota Zdirad Polák
- Václav Hanka
- Josef Linda
- Ján Kollár
- František Ladislav Čelakovský
- Pavel Josef Šafařík
- František Palacký

Dramatici:
- Josef Kajetán Tyl
- Václav Kliment Klicpera

## 2. generace národních buditelů
Tato generace se začala postupně prosazovat po listopadovém povstání v Polsku (1830), kdy dala jasně najevo, že nehodlají souhlasit se vším, co jim předchozí program nabízí. Postupně se začal prosazovat reálnější vztah k Rusku, tím došlo k přehodnocení programu předchozí generace. 

Tito lidé si uvědomili, že češtinu již není třeba zachraňovat, ale pomalu rozvíjet jako normální jazyk, tím padlo i nekritické přijímání všeho českého a začalo se tedy hledět nejen na jazyk, ale i na kvalitu vlastního díla.
Tato generace přesunula svůj program z pole kulturního na pole politické.
- Karel Havlíček Borovský
- Božena Němcová
- František Matouš Klácel

Jednalo se o období vlastenecké agitace. Tzv. generace Jungmannova.
Nejvýznamnější osobnosti:
- divadelníci: Václav Kliment Klicpera, Matěj Kopecký a Jan Nepomuk Štěpánek
- jazykovědec Josef Jungmann

## Třetí generace
- - tzv. Jungmannova škola: Milota Zdirad Polák, Antonín Marek, Jan Evangelista Purkyně, Jan Svatopluk Presl, Karel Bořivoj Presl a Antonín Jungmann
- František Palacký
- Pavel Josef Šafařík
- Jan Kollár
- František Ladislav Čelakovský